# Estrada nacional 27 (Suécia)

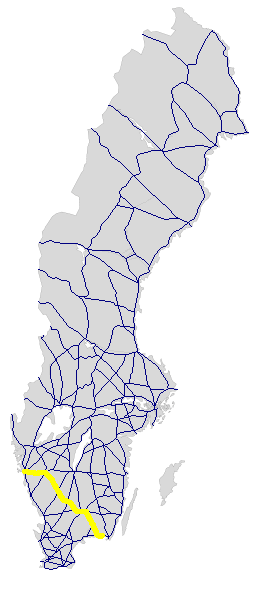
A estrada nacional sueca Rv 27

A Estrada nacional 27 - em sueco Riksväg 27 ou Rv 27 - é uma estrada nacional sueca com uma extensão de 338 km.
Liga Karlskrona a Gotemburgo, passando por Växjö, Alvesta, Värnamo,
Gislaved e Borås.